# Стрелецкая волость (Трубчевский уезд)
Стреле́цкая волость — административно-территориальная единица в составе Трубчевского уезда.
Административный центр — город Трубчевск.

## История
Волость была образована в ходе реформы 1861 года и объединяла пригородные населённые пункты, преимущественно к западу и северу от Трубчевска.
В мае 1924 года, с расформированием Трубчевского уезда, Стрелецкая волость также была упразднена, а её территория передана в Почепский уезд и включена в состав новообразованной Трубчевской волости.
Ныне вся территория бывшей Стрелецкой волости входит в Трубчевский район Брянской области.

## Административное деление
В 1920 году в состав Стрелецкой волости входили следующие сельсоветы: Аладьинский, Верхневилковский, Верхнегородецкий, Власовский, Груздовской, Духновский, Зареченский, Ильинский, Карташовский, Кветунский, Колодезский, Лучанский, Макарзновский, Нижневилковский, Ожиговский, Переднегородецкий, Поповский, Потаповский, Пушкарский, Селинский, Среднегородецкий, Стрелецкий, Телецкий, Теменской 1-й и 2-й, Тишинский, Ужанский 1-й и 2-й, Филипповичский, Чмыховский.